# Walter Lübke

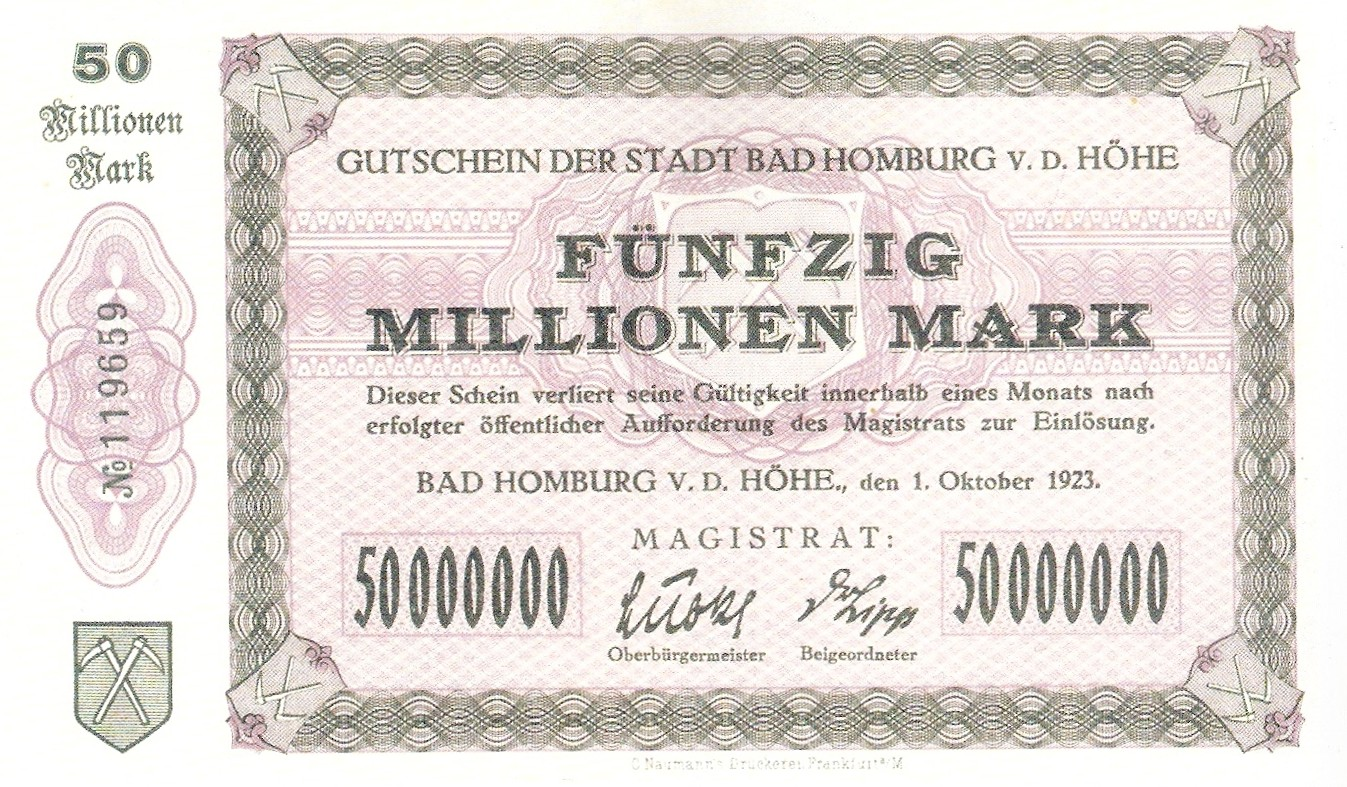
Der Notgeldschein aus dem Jahr 1923 trägt Lübkes Unterschrift

Walter Ernst Louis August Lübke (* 10. September 1861 in Berlin; † 18. November 1930 auf einer Reise nach Starnberg) war ein preußischer Politiker (DVP) und Oberbürgermeister der Stadt Bad Homburg vor der Höhe.

## Ausbildung und Beruf
Walter Lübke studierte Staats- und Rechtswissenschaften in Berlin. Nach einer Tätigkeit als Kammergerichtsreferendar von 1884 bis 1888 legte er 1889 die Große Staatsprüfung ab. Die nächsten sieben Jahre arbeitete er für die Stadt Hamburg und war dann Beigeordneter in Witten.

## Politik
Walter Lübke wurde 1907 ohne Gegenstimme als Bürgermeister der Stadt Bad Homburg gewählt. Ab 1909 trug er den Titel Oberbürgermeister. Als Oberbürgermeister war er für die Aufgabenfelder Finanzen, Polizei und Kur/Badeverwaltung zuständig. Bis 1918 war er Mitglied des Kreistages des Obertaunuskreises und dort seit 1909 Mitglied des Kreisausschusses und Kreisdeputierter. 1918 bis 1920 war er für den Obertaunuskreis Mitglied des Nassauischen Kommunallandtag und dort Mitglied des Finanzausschusses. Die erste demokratisch gewählte Stadtverordnetenversammlung von Bad Homburg wählte ihn am 8. April 1919 erneut zum Oberbürgermeister. Im Mai 1924 trat er von diesem Amt zurück und kehrte nach Berlin zurück. Er verstarb 1930 auf einer Urlaubsreise an den Starnberger See.

## Privates und Ehrungen
Lübke heiratete 1894 Franziska zu Reventlow und unterstützte sie anfänglich bei ihrer Kunstausbildung in München. 1895 erfolgte die Trennung, 1897 die Scheidung.
Bad Homburg würdigte im Mai 2018 die Verdienste seines ehemaligen Bürgermeisters mit der Benennung des Walter-Lübke-Platzes.